# Torricella Verzate
Torricella Verzate är en ort och kommun i provinsen Pavia i regionen Lombardiet i Italien. Kommunen hade 833 invånare (2018).